# Julius August Scharff
Julius August Scharff (* 2. Juli 1812 in Frankfurt am Main; † 31. Mai 1876) war ein Richter und Politiker der Freien Stadt Frankfurt.
Scharff war der Sohn von Johann Martin Scharff und dessen Ehefrau Antonetta Luise Scharff (1783–1827). Er studierte in Bonn und Heidelberg (1830–35) Rechtswissenschaften und wurde zum Dr. jur. promoviert. Er lebte als Advokat in Frankfurt am Main. 1859 wurde er Appellationsgerichtsrat am Appellationsgericht Frankfurt am Main.
Am 25. Oktober 1848 wurde er in die Constituierende Versammlung der Freien Stadt Frankfurt gewählt. Er gehörte dem Gesetzgebenden Körper 1844 bis 1859 an. 1857 war er Vizepräsident des Gesetzgebenden Körper.